# Rotbrustmeise
Die Rotbrustmeise (Periparus rubidiventris; zu lateinisch rubidus ‚braunrot‘ und venter ‚Bauch‘) ist eine Singvogelart aus der Familie der Meisen (Paridae).

## Beschreibung
Die Art erreicht eine Länge von 12–13 cm und ein Gewicht von 7–13,1 g und gehört damit zu den kleinen bis mittelgroßen Meisen. Sie hat einen schwarzen Kopf mit einer schwarzen Haube, von denen sich weiße Streifen an der Wange und der Hinterseite der Haube abheben. Die Oberseite des Körpers ist dunkelgrau und die Unterseite grau-braun gefärbt. Die Kehle und der obere Brustbereich sind schwarz. Die Iris ist schwarzbraun bis rotbraun; der Schnabel ist schwarz; die Beine sind blaugrau. Männchen, Weibchen und Jungvögel sind ähnlich gefärbt, Weibchen und Jungvögel aber schlichter. Von der Fichtenmeise (Periparus rufonuchalis) unterscheidet sich die Rotbrustmeise durch ihre geringere Größe, dem kleineren schwarzen Bereich auf der Brust und der grau-braunen Färbung auf dem Bauch und auf der Schwanzunterseite. Verglichen mit der Schwarzschopfmeise (P. melanolophus) ist die Rotbrustmeise dunkler, Bauch und Schwanzunterseite sind in grau-braun und die Federn der Flügel besitzen keine weißen Spitzen. Die Unterart Periparus melanolophus beavani ist heller als die Nominatform.

## Unterarten und Verbreitung

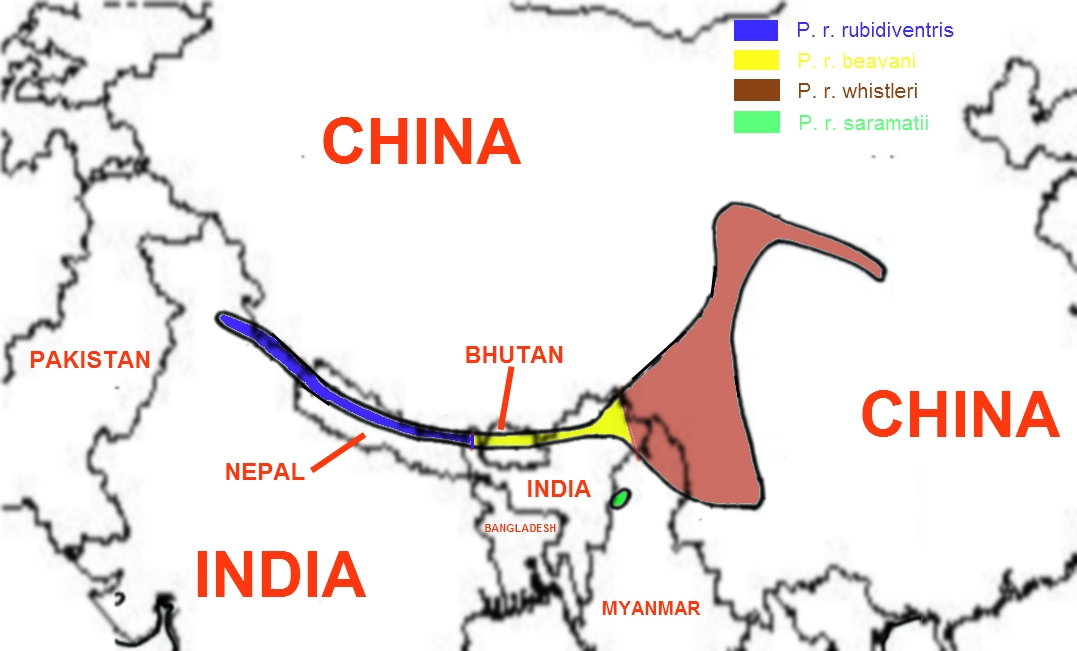
Verbreitungsgebiet der vier Unterarten der Rotbrustmeise

Die Rotbrustmeise besiedelt ein großes Areal in Bhutan, China, Indien, Myanmar und Nepal, wo sie in vier Unterarten vorkommt:
- P. r. rubidiventris (Blyth, 1847)[2] (von Nordwest- bis Nordostindien und Nordnepal)
- P. r. beavani (Jerdon, 1863)[3]  (Nordostindien und Bhutan)
- P. r. whistleri (Stresemann, 1931)[4] (Südwestchina, Nordostmyanmar und Nordostindien)
- P. r. saramatii (Ripley, 1961)[5] (nur lokal in Nordwestmyanmar).

## Lebensraum und Lebensweise
Die Rotbrustmeise lebt paarweise oder in Gruppen von bis zu 20 Tieren und bewohnt vor allem Wälder mit Beständen von Eichen, Kiefern, Hemlocktannen, Zypressen, Scheinzypressen, Rhododendron, Birken, Tannen, Wacholder und Weiden, in größeren Höhen auch baumlose nur mit Sträuchern bewachsene Gegenden. Sie kommt in Höhen von 2550 bis 4250, möglicherweise auch in Höhen von 4575 Metern vor. Generell sind Rotbrustmeisen Standvögel, in einigen Gebieten wandern sie im Winter aber in tiefer gelegene Regionen bis 2100 Metern ab. Manchmal bilden sie gemischte Schwärme mit anderen Vogelarten, selten aber mit anderen Meisenarten. Die Ernährung der Art ist bisher nur wenig erforscht worden und besteht wahrscheinlich aus kleinen Wirbellosen, deren Larven und Samen. Ihre Nahrung suchen sie vor allem in den oberen und mittleren Schichten der Bäume, seltener am Boden oder im Unterholz. Auch über die Brutbiologie der Vögel ist nur wenig bekannt. Rotbrustmeisen brüten im Himalaya von April bis Juni. Für den Nestbau werden vor allem aus Moos und Haaren verwendet. Das Nest wird in den meisten Fällen in Höhen von etwa 6 Metern in einer Baumhöhle errichtet, gelegentlich auch tiefer. Das Gelege besteht aus 2–3 Eiern.

## Gefährdung
Die Rotbrustmeise ist im östlichen Himalaya, im Südwesten von China und in einigen Gegenden im Norden von Myanmar relativ häufig, im Westen des Himalaya ist sie seltener. Sie gilt als ungefährdet.